# Grand accélérateur national d'ions lourds
Le Grand accélérateur national d'ions lourds ou GANIL est un centre de recherche localisé à Caen (Calvados), spécialisé dans les domaines de physique nucléaire, physique des matériaux sous irradiations, physique des collisions moléculaires et le milieu interstellaire, et radiobiologie. Il fonctionne depuis 1983 autour d'un accélérateur de particules constitué de deux cyclotrons isochrones placés en série. C'est un groupement d'intérêt économique (GIE) constitué entre l'IN2P3 du CNRS et la Direction de la Recherche Fondamentale du CEA. Il bénéficie également d’un soutien de la région Normandie, de l'ANR ainsi que de l’Union européenne.
Le Ganil offre un large éventail de faisceaux d'ions accélérés, du carbone à l’uranium, permettant en particulier la création et l'accélération de noyaux exotiques. Ses caractéristiques ont été étendues par le projet SPIRAL (mis en fonctionnement en 2001). Au côté du Centre de recherche sur les ions lourds (GSI), de RIKEN, du National Superconducting Cyclotron Laboratory (en) (NSCL) de l'université d'État du Michigan ou encore d'ISOLDE au CERN, c’est l’un des plus grands laboratoires du monde pour la recherche avec des faisceaux d’ions, en physique atomique et nucléaire, en radiothérapie, en physique des matériaux et en astrophysique.

## Historique
Le projet de construction d'un accélérateur a débuté en 1973. La construction du laboratoire a été acceptée en 1975 et la première expérience utilisant un faisceau d’ions lourds accélérés (faisceau d'argon) a été réalisée en 1983. La montée progressive en énergie et en puissance des faisceaux d’ions disponibles au Ganil a ouvert dans le milieu des années 1990 un nouveau champ d’étude portant sur les propriétés des noyaux dits « exotiques » parce que n’existant pas sur Terre à l’état naturel.
En 2001, un nouveau dispositif de production d’ions exotiques est mis en service : l'installation SPIRAL. 

### SPIRAL2
La construction d’une nouvelle installation appelée « SPIRAL2 » a été officiellement décidée en 2006. Le projet Spiral2 vise à doter dans sa première phase le Ganil d’un nouvel accélérateur délivrant des faisceaux de particules légères et d’ions stables de très haute intensité. La conversion des premières en neutrons permettra d’étudier la matière au moyen d’une nouvelle sonde : des faisceaux de neutrons. Les ions lourds accélérés seront quant à eux utilisés pour produire de nouveaux noyaux exotiques dans des réactions de fusion nucléaire. L'équipement a été inauguré par le président de la République, François Hollande, le 3 novembre 2016.

### DESIR
En novembre 2023, les travaux d'une nouvelle salle expérimentale, nommée DESIR (Décroissance, Excitation et Stockage d’Ions Radioactifs), débutent sur le site. En plus du GANIL, quatre laboratoires du CNRS pilotent et participent à la construction des instruments de la salle DESIR : le Laboratoire de physique des deux infinis Irène Joliot-Curie à Orsay, l'Institut pluridisciplinaire Hubert-Curien à Strasbourg, le Laboratoire de physique des deux infinis à Bordeaux et le Laboratoire de physique corpusculaire de Caen.

## Thèmes de recherche
Les faisceaux d’ions très énergétiques du Ganil constituent un rayonnement très pénétrant. Ils sont exploités en physique des matériaux et en radiobiologie pour étudier l’influence de ce rayonnement sur la matière (physique atomique et des matériaux) et sur le vivant (radiobiologie).
Accélérés à plus haute énergie, ces faisceaux d’ions sont utilisés pour étudier le noyau atomique et les forces fondamentales qui agissent en son sein (voir Réactions nucléaires avec des ions lourds). La production de noyaux exotiques dans des réactions de collision nucléaire permet notamment de mieux comprendre comment les noyaux sont synthétisés dans les étoiles, et de quelle manière les nucléons constituant le noyau atomique interagissent entre eux.
En 2011, les faisceaux d’ions du Ganil ont été utilisés par environ 550 chercheurs du monde entier.

## Fonctionnement
Les faisceaux d'ions du Ganil sont produits par deux sources d'ions indépendantes grâce à une bouteille de gaz (argon, xénon, oxygène, etc.) ou une poudre solide (fer, nickel, uranium, etc.) qui sera sublimée et effusée dans un plasma. Les ions ainsi produits sont ensuite accélérés par un premier cyclotron appelé « C0 » (respectivement C01 et C02). En sortie, les ions ont une énergie de l'ordre du MeV par nucléon et peuvent être dirigés vers la ligne d'irradiation à basse énergie IRRSUD où ont lieu des expériences de physique interdisciplinaire. Sinon, ils sont injectés dans un premier cyclotron à secteurs séparés (CSS1) qui les amène à une énergie en sortie de l'ordre de la dizaine de MeV par nucléon. Ils passent alors dans un éplucheur qui permet d'arracher un certain nombre d'électrons aux ions et ainsi améliorer les futures accélérations. À ce moment, ils peuvent être envoyés dans la sortie à moyenne énergie SME ou poursuivre leur route dans l'accélérateur. Ils entrent alors dans un second cyclotron identique au premier, CSS2 et en sortent avec une énergie de l'ordre de la centaine de MeV par nucléon. Ils sont alors envoyés dans l’arrête de poisson qui distribue le faisceau dans les différentes chambres d'expériences. Le Ganil permet ainsi de disposer en parallèle d'un faisceau en haute énergie (C0+CSS1+CSS2), d'un faisceau en moyenne énergie (C0+CSS1) imposé par la haute énergie et d'un faisceau en basse énergie (C0) indépendant des autres grâce à la seconde source d'ions.
De plus, le Ganil dispose également d'un second accélérateur de très basse énergie, ARIBE (Accélérateur pour les recherches avec des ions de basses énergies). Il se compose d'une simple source ECR pouvant produire des faisceaux gazeux jusqu'à des énergies de 500 keV.
Les physiciens qui sont amenés à travailler au Ganil choisissent la ligne qui les intéresse en fonction de différents critères. Un physicien nucléaire s'intéressera aux lignes de haute énergie avec une grande intensité pour pouvoir, par exemple, produire des noyaux exotiques tandis qu'un physicien des matériaux choisira la ligne en fonction du type de dépôt en énergie qu'il souhaite avoir, électronique (haute énergie) ou nucléaire (basse énergie).
Depuis 2022, la ligne IRIA opérée par l'équipe ARIA du CIMAP bénéficie du label IBISA, GIS des plateformes en Santé et Biologie. 
| Les différentes lignes du Ganil | Les différentes lignes du Ganil | Les différentes lignes du Ganil | Les différentes lignes du Ganil                                           |
| Nom                             | Énergie                         | Utilisation                     | Domaine de recherche                                                      |
| ------------------------------- | ------------------------------- | ------------------------------- | ------------------------------------------------------------------------- |
| ARIBE                           | <500 keV                        |                                 | Physique moléculaire et atomique. Astrochimie.                            |
| IRRSUD                          | 1 MeV/u                         |                                 | Physique des matériaux. Astrochimie.                                      |
| SME - IRASME                    | ≈10 MeV/u                       |                                 | Physique des matériaux. Astrochimie.                                      |
| IRABAT                          | ≈100 MeV/u                      |                                 | Physique des matériaux. Radiobiologie.                                    |
| LISE                            | ≈100 MeV/u                      | Spectromètre achromatique       | Physique et Astrophysique nucléaire. Physique des matériaux. Astrochimie. |
| G4                              | ≈100 MeV/u                      | Entité d'irradiation            | Applications industrielles.                                               |
| VAMOS                           | ≈10 MeV/u                       | Reconstruction des trajectoires | Physique nucléaire.                                                       |

### Systèmes d'acquisition et instrumentation
Le GANIL utilise des systèmes d’acquisition complexes pour gérer la grande quantité de données générées lors des expériences. La conception de ces systèmes a été un enjeu majeur, notamment pour répondre aux exigences de rapidité et de fiabilité.
Une thèse de Hervé Postec (1987) a porté sur l’architecture d’un système d’acquisition multiprocesseurs spécifique au GANIL. Ce système reposait sur une architecture distribuée de microprocesseurs 68000, interconnectés via le bus VME, permettant une répartition efficace des tâches de traitement des signaux.
Parmi les innovations techniques développées figuraient :
- La synchronisation précise des microprocesseurs grâce à un algorithme hybride combinant signaux matériels et routines logicielles.
- La gestion efficace de la mémoire partagée pour le traitement en temps réel.
- L’utilisation de modules CAMAC et de codeurs rapides pour la numérisation et la codification des signaux.
- La communication optimisée entre unités via ports série et protocoles adaptés.
Cette approche a permis d’augmenter la vitesse d’acquisition, d’améliorer la cohérence des données, et de faciliter la modularité des systèmes, contribuant directement à la réussite des expériences en physique nucléaire au GANIL.

## Découvertes réalisées au Ganil
Plusieurs isotopes ont été synthétisés à l’aide de l’accélérateur du Ganil. Parmi les découvertes les plus importantes, on peut noter :
- la synthèse de noyaux d'unbinilium et d'unbiquadium en 2008[7],[8] ;
- la synthèse de noyaux doublement magiques tels que le nickel 48[9] ou l’étain 100 conjointement avec le GSI[10] ;
- la synthèse de noyaux d’hydrogène 7 ultra riche en neutrons[11] ;
- la découverte de la radioactivité 2-protons qui conduit à l’émission simultanée de deux protons[12].

## Chercheurs notables
Le Ganil compte en 2015 vingt-cinq physiciens permanents qui pour certains ont reçu une distinction nationale. Parmi ceux-ci, on peut citer Denis Lacroix qui a reçu la médaille de bronze du CNRS en 2001 alors qu’il était en poste au LPC Caen, Antoine Lemasson qui a reçu la médaille de bronze du CNRS en 2018 ainsi qu’Olivier Sorlin qui a reçu la médaille d'argent du CNRS en 2010. 
Jean-Claude Foy, responsable technique du projet NFS, Neutron For Science, a reçu le cristal du CNRS en 2021. 
En 2022, Anthea Fantina, chercheuse au Ganil reçoit le prix Thibaud de l’Académie des sciences, belles-lettres et arts de Lyon pour ses recherches sur l’impact des propriétés nucléaires dans des environnements astrophysiques extrêmes. 
Sydney Galès qui a été directeur du Ganil de 2005 à 2011 a également reçu plusieurs distinctions scientifiques et honorifiques.